# HD 175515
HD 175515，又名BD+06 3978，SAO 124050、HR 7135，是一颗恒星，视星等为5.57，位于銀經39.28，銀緯2.12，其B1900.0坐标为赤經18h 50m 34.8s，赤緯+6° 2.12′ 24″。